# Blood Bank
Blood Bank är en EP av Bon Iver, pseudonymen för musikern Justin Vernon. Den släpptes 20 januari 2009, och innehåller fyra spår varav tre är inspelade för EP:n. Albumet är uppföljaren till Vernons prisvinnande album For Emma, Forever Ago som släpptes 2008. Titelspåret skrevs för det albumet, men kändes inte riktigt rätt vid tillfället och släpptes aldrig.

## Information
Jagjaguwar har sagt följande om EP:n:

Så mycket som Emma handlar om kylan, handlar Blood Bank-samlingen om värmen som tar oss igenom den. Du kan känna luften röra sig. Som en eld du skött i timmar och som till slut sköter sig själv, värmen sköljer över ditt ansikte medan ryggen är kall.

Albumet tog sig in på plats #16 på Billboard 200 med 23 000 sålda exemplar, varav 79% var digitala utgåvor.

## Låtlista
1. "Blood Bank" - 4:45
2. "Beach Baby" - 2:40
3. "Babys" - 4:44
4. "Woods" - 4:45

## Topplistor
| Topplista (2009)    | Placering |
| ------------------- | --------- |
| Irish Singles Chart | 24        |
| UK Indie Chart      | 1         |
| UK Singles Chart    | 37        |
| USA Billboard 200   | 16        |